# Đời cô Lựu
Đời cô Lựu là vở cải lương nổi tiếng nhất của soạn giả Trần Hữu Trang, soạn khoảng năm 1936, cũng là một trong những vở cải lương hay nhất trước năm 1975.
Vở cải lương kể về số phận đau khổ và éo le của cô Lựu dưới xã hội phong kiến, thực dân và là một nạn nhân của xã hội lúc bấy giờ, cũng như nỗi khổ của người nông dân ở các vùng quê nói chung.
Đây là một trong năm tác phẩm giúp Trần Hữu Trang nhận Giải thưởng Hồ Chí Minh về Văn học Nghệ thuật năm 1996.

## Tóm tắt nội dung
Cô Lựu là vợ Hai Thành, một tá điền của Hội đồng Thăng. Thấy Lựu có nhan sắc nên Hội đồng muốn đoạt cô làm vợ. Hội đồng Thăng lập mưu bỏ súng lục và mớ truyền đơn vào nhà Hai Thành rồi báo cảnh sát đến bắt vì tội tàng trữ vũ khí. Kết cục Hai Thành bị án tù 20 năm, đày đi Côn Đảo, nhà cửa tài sản bị tịch thu và Lựu trở thành vợ Hội đồng Thăng.
Lúc này, Lựu đã có mang với Hai Thành. Khi đứa nhỏ được sinh ra thì Hội đồng Thăng giấu nó đem cho cô nhi viện và nói dối là đã chết. Lựu sau có với Hội đồng Thăng một con gái tên là Kim Anh.
Các bà con tá điền rất thương Hai Thành, trong đó có vợ chồng ông Hương. Ông Hương biết Hội đồng Thăng là chủ mưu hãm hại Hai Thành. Đứa con trai của Hai Thành mà Hội đồng Thăng đem bỏ vào cô nhi viện được ông bà Hương bí mật xin về làm con nuôi, đặt tên là Minh Luân.
Sau 19 năm ở Côn Đảo, Hai Thành vượt ngục về tìm vợ con. Gặp ông bà Hương, anh biết rõ mọi chuyện. Căm giận vì cho rằng Lựu phụ bạc, anh viết một bức thư buộc Lựu trong vòng ba ngày phải lo 10 nghìn đồng để anh thu xếp việc học hành, sinh cơ lập nghiệp cho Minh Luân, còn anh sau sẽ trốn đi biệt tích. Nếu tiền không có đúng hạn thì anh sẽ có cách báo thù. Hai Thành trao thư cho Minh Luân đem tới cô Lựu.
Nhận được thư, Lựu vừa mừng, vừa lo, vừa xót xa cho chồng cho con. Lựu thấy khó xử vì không biết làm cách nào có được 10 ngàn trong ba hôm, vì cô chẳng có quyền hành gì trong nhà Hội đồng Thăng. Kim Anh thương mẹ nên đem đồ tư trang đi cầm. Để kín chuyện, Kim Anh mua đồ tư trang giả thay vào. Tới ngày hẹn, Minh Luân đến. Sau khi biết tình cảnh của mẹ và em, Minh Luân cự tuyệt, không nhận số tiền.
Chẳng ngờ chồng Kim Anh đã biết chuyện vợ cầm đồ tư trang nên nghi vợ ngoại tình. Giờ thấy vợ nói năng thân mật với Minh Luân nên anh ta cho rằng Minh Luân là tình nhân của vợ. Thấy trong túi Luân có phong thư (của Lựu gửi cho Hai Thành) anh ta đòi xem. Luân không chịu đưa nên bị anh ta rút súng bắn trúng bắp chân.
Minh Luân được đưa vào bệnh viện điều trị. Cô Lựu đến thăm con, gặp Hai Thành. Sau khi nghe Lựu giãi bày, Hai Thành hiểu được nỗi khổ tâm của vợ. Đúng lúc đó, Hội đồng Thăng cũng tới, nhận ra Hai Thành nên sai tài xế đi báo cảnh sát. Minh Luân căm thù, xông tới đâm chết Hội đồng Thăng.
Vở cải lương kết thúc bằng bi kịch, Kim Anh phát điên. Cô Lựu cho rằng mình là nguyên do mọi tội lỗi nên nguyện cắt tóc đi tu để sám hối.

## Nghệ sĩ
Vở cải lương này đã được trình diễn nhiều lần, với nhiều thế hệ nghệ sĩ diễn xuất. Nhưng đặc biệt với vai nữ chính "cô Lựu" do Nghệ sĩ Bạch Tuyết đảm nhận được xem là hình mẫu chuẩn mực nhất cho vai diễn.
Trước năm 1975 ở miền Nam vở diễn có Phùng Há (vai cô Lựu), Ba Vân (vai Lão Vót Nan), Út Trà Ôn (vai Hai Thành), Hoàng Giang (vai Hội đồng Thăng), Thanh Nga (vai Kim Anh).
Trong thập niên 1980, Đoàn cải lương 284 trình diễn vở này với các tên tuổi Bạch Tuyết (cô Lựu), Thành Được (Hai Thành), Diệp Lang (Hội đồng Thăng), Ngọc Giàu (Hai Hương), Minh Vương (Võ Minh Luân), Lệ Thủy (Kim Anh).
Các nghệ sĩ như Hoài Linh cũng diễn trích đoạn từ vở tuồng này.
Năm 2013, vở được tái dựng với đoàn cải lương Tân Dạ Lý của nghệ sĩ Tuấn Châu và lưu diễn tại Mỹ, được nhiều khán giả đến xem và tán thưởng.
Dưới đây là một số nghệ sĩ từng tham gia trình diễn:
| STT | Vai cô Lựu | vai Võ Minh Thành | Lão Vót Nan | vai Hội đồng Thăng | vai Kim Anh | vai Võ Minh Luân | vai Hai Hương | vai Bảy cán vá | vai Mẫn Đạt | vai thợ bạc |
| --- | ---------- | ----------------- | ----------- | ------------------ | ----------- | ---------------- | ------------- | -------------- | ----------- | ----------- |
| 1   | Phùng Há   | Út Trà Ôn         | Ba Vân      | Hoàng Giang        | Thanh Nga   | Hoàng Ấn         |               |                | Nam Hùng    | Văn Khoe    |
| 2   | Bạch Tuyết | Thành Được        |             | Diệp Lang          | Lệ Thuỷ     | Minh Vương       | Ngọc Giàu     | Ngọc Giàu      | Thanh Tòng  | Minh Châu   |
| 3   | Bạch Tuyết | Thanh Sang        |             | Diệp Lang          | Lệ Thuỷ     | Minh Vương       | Hồng Nga      | Ngọc Giàu      | Thanh Tòng  | Bảo Quốc    |
| 4   | Bạch Tuyết | Minh Vương        |             | Diệp Lang          | Thoại Mỹ    | Kim Tử Long      | Ngọc Giàu     | Ngọc Giàu      | Linh Tâm    | Bảo Trí     |